# Samsung ATIV Tab
Il Samsung ATIV Tab è il primo Tablet computer della Samsung ad adottare Windows RT (Edizione per tablet con processore ad architettura ARM di Windows 8) che è stato presentato il 30 agosto 2012 all'IFA di Berlino.

## Caratteristiche
Si tratta del secondo dispositivo dotato di Sistema Operativo Windows RT. Questo dispositivo ha due fotocamere: la posteriore di 5 megapixel con flash led e quella frontale di 2 megapixel. Con questo prodotto Samsung entra in un mercato che vedeva incontrastato l'iPad della Apple, insieme all'Samsung ATIV Smart PC e il Samsung ATIV Smart PC Pro